# 1er-2e régiment de chasseurs
Le 1er-2e régiment de chasseurs est une ancienne unité de l'arme blindée cavalerie française, issu du regroupement entre 1998 et 2009 du 1er régiment et du 2e régiment de chasseurs.

## Les chasseurs de Lorraine
Le 1er janvier 1998, le régiment devient 1er-2e Chasseurs et perpétue dans ses deux groupes d'escadrons les traditions des 1er et 2e régiments de chasseurs. Réunis en une seule formation de chars Leclerc stationnée à proximité de Verdun, à Thierville-sur-Meuse, il est ainsi souvent surnommé « Conti-Cavalerie », et "Chasseurs de Lorraine".
Seul régiment à disposer de AMX-30B2 Brennus, il est rééquipé de chars Leclerc[Quand ?], et est cantonné aux portes de Verdun à Thierville-sur-Meuse.
Le 1er-2e régiment de chasseurs est très souvent employé dans des missions intérieures (manœuvres) à Mourmelon et Mailly-le-Camp et dans des opérations extérieures au Liban, au Kosovo, en Bosnie-Herzégovine, en Afghanistan, en Côte d’Ivoire, ainsi que dans des missions de courtes durées au Sénégal, en Nouvelle-Calédonie, et dans les opérations de défense du territoire comme les plans Vigipirate.
La devise du régiment est : « Tous ensemble. En avant ! ».

## Historique des garnisons, campagnes et batailles

### Historique (1998-2009)
Créé en 1998 le 1er-2e régiment de chasseurs est l'héritier des traditions des 1er et 2e régiments de chasseurs à cheval.
Le 1er-2e régiment de chasseurs est donc articulé en deux groupes d'escadrons qui conservent chacun les traditions de ces deux prestigieuses unités. Composé de 1200 hommes et comptant 80 chars, est scindé en deux groupes d'escadrons de chars. Chaque groupe comprend trois escadrons de chars, un escadron de commandement et de logistique (ECL). Le régiment possède en outre un escadron d'administration et de soutien (EAS) ; un escadron de maintenance régimentaire (EMR) et une unité d'intervention de réserve (UIR ou 5e escadron). Enfin en juillet 2003 l'escadron d'éclairage et d'investigation de la 7e brigade blindée quitte Le Valdahon pour Verdun et lui est rattaché administrativement.
Dissout le 31 juillet 2009, il devient 1er régiment de chasseur le lendemain.

## Chefs de corps
- 1997-1999 : colonel Bertrand Binnendijk
- 1999-2001 : colonel Hervé Faivre d'Arcier
- 2001-2003 : colonel Manuel Salazar
- 2003-2005 : colonel Luc Beaussant
- 2005-2007 : colonel Jean-Dominique Dulière
- 2007-2009 : colonel Nicolas Casanova

## Composition des 1er-2e régiment de chasseurs

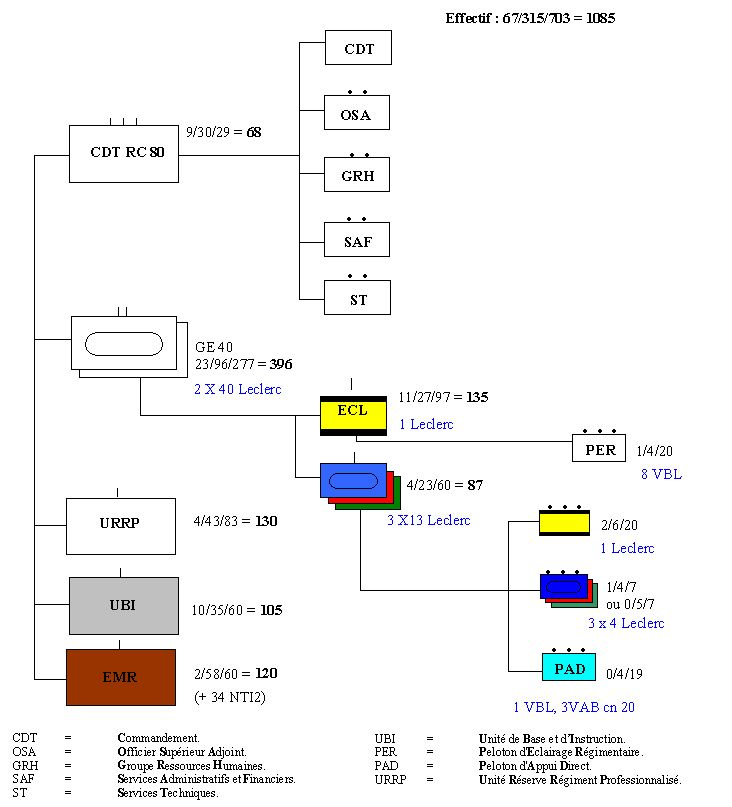
Organigramme du 1er-2 eRCH

Il est composé de deux groupes d'escadrons de chars Leclerc à 40 chars chacun (1 escadron de commandement et de logistique et 3 escadrons de combat à 13 chars + 1 peloton d'appui direct VAB T20/13) :
- le  groupe d'escadrons 1er Chasseurs Nec temet nec morietur (sans peur et sans reproche)

- le groupe d'escadrons 2e Chasseurs In utroque tremendus (Il est craint en tout lieu)

Il comprend en outre : 
- les unités d'intervention de réserve (UIR) les 5e et 6eescadron
- l'escadron d'administration et de soutien (EAS)
- l'escadron de maintenance régimentaire (EMR)

Depuis 2003 l'escadron d'éclairage et d'investigation de la  7e Brigade Blindée (EEI7) est également caserné à Verdun et rattaché administrativement au 1er-2e Chasseurs.

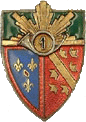
Insigne du 1er groupe d'escadrons

## Cadets de la Défense
Le régiment accueille par ailleurs un centre de cadets de la Défense.